# Jean Bingen

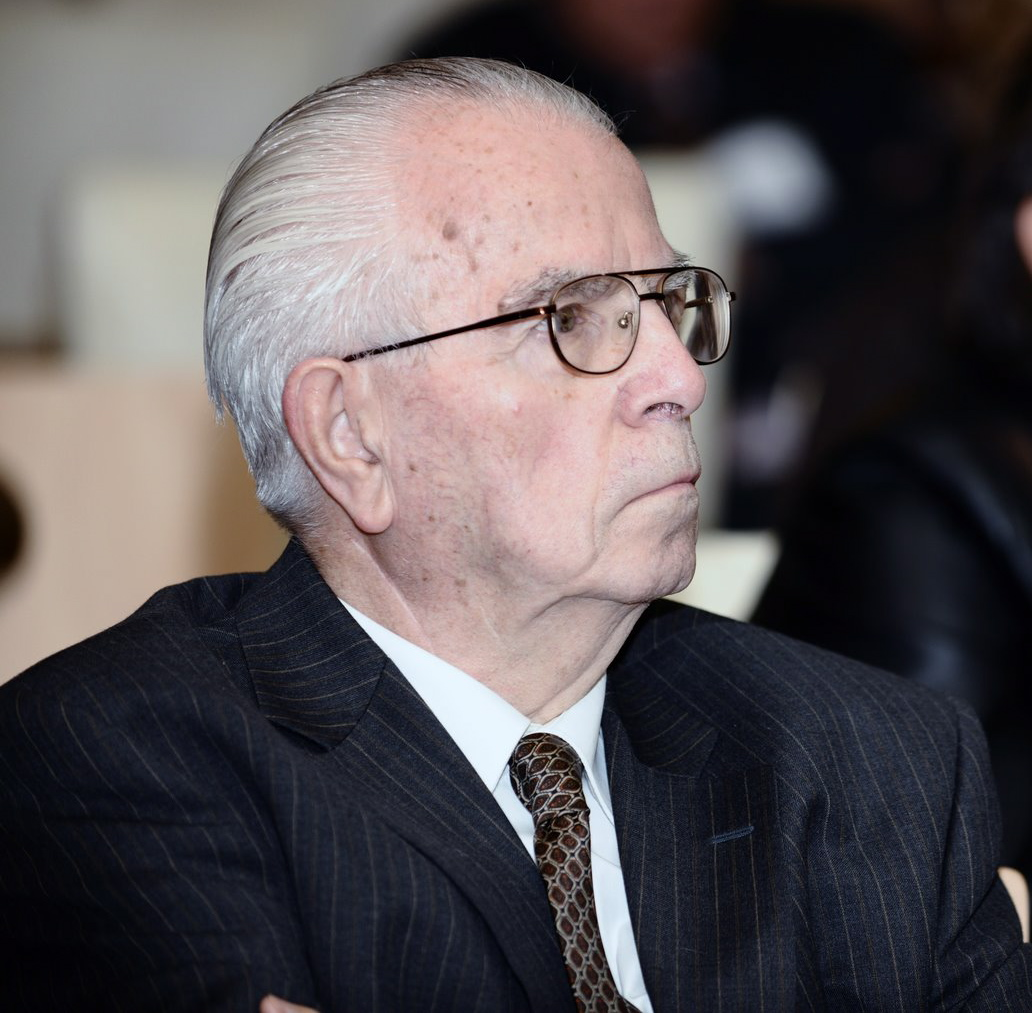
Jean Bingen

Jean François Henri Emmanuel Bingen (* 26. März 1920 in Antwerpen; † 6. Februar 2012 in Woluwe-Saint-Pierre) war ein belgischer Klassischer Philologe, der besonders auf den Gebieten der Papyrologie und der Epigraphik tätig war.

## Leben und Wirken
Jean Bingen studierte an der Université libre de Bruxelles bei Claire  Préaux und erlangte seine Licence in Klassischer Philologie im Jahr 1941. Ab 1944 engagierte er sich im Widerstand gegen die deutsche Besatzung Belgiens. 1945 wurde er mit einer Dissertation über den Papyrus Revenue Laws aus der Zeit Ptolemaios’ II. promoviert. Von 1944 bis 1957 arbeitete er als Griechischlehrer an verschiedenen belgischen Gymnasien. 1952 bis 1954 war er Mitglied der École française d’Athènes. Seit 1950 lehrte er zudem an der Université libre de Bruxelles, wo er 1957 Professor für Griechisch wurde. Nach ihrer Gründung lehrte er auch an der Vrije Universiteit Brussel. 1990 trat er in den Ruhestand.
Bingen forschte vor allem zur griechischen und römischen Geschichte und Zivilisation, insbesondere Ägyptens. Einen Schwerpunkt bildete seit Studienzeiten die Wirtschaftsgeschichte des ptolemäischen Ägypten. Gleichwohl forschte er nach dem Zweiten Weltkrieg auf Anregung Victor Tourneurs auch zur belgischen Medailleursfamilie der Roettiers, die im 17. Jahrhundert aktiv war und zu seinen Vorfahren gehörte. Ein international anerkannter Fachmann war er aber vor allem für griechische Papyrologie sowie griechische und lateinische Epigraphik, vor allem Attikas, Delphis, der Peloponnes und Ägyptens. Zudem beschäftigte er sich im Rahmen seiner Forschungen zu Thorikos mit griechischer, im Rahmen seiner Forschungen zum ägyptischen el-Kab mit römischer Numismatik. Auf dem Gebiet der griechischen Philologie und Literatur galt sein herausgehobenes Interesse dem griechischen Komödiendichter Menander. Bingen nahm an belgischen und internationalen archäologischen Ausgrabungen teil, unter anderem in Alba Fucens (1949–1952) und in Thorikos (1963–1986). Von 1987 bis 1993 war er Direktor des internationalen Ausgrabungsprogramms am Mons Claudianus.
1984 wurde Bingen korrespondierendes, 1993 ordentliches Mitglied der Académie royale des Sciences, des Lettres et des Beaux-Arts de Belgique, 1999 korrespondierendes Mitglied der Académie des inscriptions et belles-lettres. Darüber hinaus war er Mitglied der Société royale de Numismatique de Belgique, der Society of Antiquaries of London, des Deutschen Archäologischen Instituts, der Societas Philologorum Polona und der Association internationale de Papyrologues, deren Sekretär von 1961 bis 1992 und Ehrenpräsident er war. Von 1996 bis 1998 war er Generalsekretär des Conseil international de la philosophie et des sciences humaines, dessen Ehrengeneralsekretär er im Anschluss wurde. Jean Bingen war Kommandeur des belgischen Kronenordens und Großoffizier des Ordens Leopolds II.

## Veröffentlichungen (Auswahl)
- Papyrus Revenue Laws. Nouvelle édition du texte (= Sammelbuch Griechischer Urkunden aus Aegypten. Beiheft 1). Hubert, Göttingen 1952.
- Les Roettiers, graveurs en médailles des Pays-Bas méridionaux. Palais des Académies, Brüssel 1952.
- Menander. Dyscolos (= Textus Minores. Band 26). Brill, Leiden 1960.
- mit Alfred Tomsin, Arthur Bodson, Joseph Denooz u. a.: Choix de papyrus grecs. Essai de traitement automatique. Université de Liège. Faculté de philosophie et lettres, Lüttich 1968.
- Au temps où on lisait le grec en Égypte. Catalogue de l’exposition de papyrus et d’ostraca. Fondation Egyptologique Reine Elisabeth, Brüssel 1977.
- Le papyrus Revenue Laws. Tradition grecque et adaptation hellénistique. Verlag für Sozialwissenschaften, Wiesbaden 1978.
- mit Willy Clarysse: Les ostraca grecs (O. Elkab gr.) (= Fouilles d’Elkab. Band III). Fondation égyptologique Reine Elisabeth, Brüssel 1989.
- Pages d’épigraphie grecque. Attique-Égypte (1952–1982) (= Epigraphica Bruxellensia. Band 1). Epigraphica Bruxellensia, Brüssel 1991.
- mit Adam Bülow-Jacobsen, Walter E. H. Cockle, Hélène Cuvigny, Lene Rubinstein, Wilfried Van Rengen: Mons Claudianus. Ostraca graeca et latina I (O. Claud. 1 à 190). Institut français d’archéologie orientale du Caire, Kairo 1992
- mit Adam Bülow-Jacobsen, Walter E. H. Cockle, Hélène Cuvigny, Francis Kayser, Wilfried Van Rengen: Mons Claudianus. Ostraca graeca et latina II (O. Claud. 191 à 416). Institut français d’archéologie orientale du Caire, Kairo 1997.
- Pages d’épigraphie grecque II Égypte (1983–2002) (= Epigraphica Bruxellensia. Band 3). Epigraphica Bruxellensia, Brüssel 2005
- Hellenistic Egypt: Monarchy, Society, Economy, Culture. Übersetzt und herausgegeben von Roger S. Bagnall. University of California Press, Berkeley und Edinburgh University Press, Edinburgh 2007.